# Tizit
 (avril 2016).
Si vous disposez d'ouvrages ou d'articles de référence ou si vous connaissez des sites web de qualité traitant du thème abordé ici, merci de compléter l'article en donnant les références utiles à sa vérifiabilité et en les liant à la section « Notes et références ».
Tizit, en kabyle Thizit, en Thifinagh ⵜⵉⵣⵉⵟ est un village de la commune Illilten, de la wilaya de Tizi-Ouzou en Algérie.

## Géographie

### Localisation
Le village Tizit est situé dans la commune d'Illilten au sud est de la wilaya de Tizi-Ouzou, à la limite de la wilaya de Bouira et de Béjaia.

## Relief, hydrographie et climat
Le village se trouve sur le versant nord du Djurdjura, et inclut notamment le mont Azrou n Thour qui s'élève à 1 880 m d'altitude. Dans l'ensemble, l'altitude de la commune est élevée et le climat est de type montagnard (neige d'hiver).

## Histoire
Pendant la guerre de libération, le village Tizit a perdu 158 martyrs ,c'est le village qui a plus donné de martyrs pendant la guerre dans cette région D'illilten. Un monument aux martyrs a été érigé en leur honneur.

## Personnalités liées au village
Le chanteur Rabah TALEB est natif du village Tizit. Il y est enterré.
Le chanteur AMGHID est originaire du village Tizit.

Le Chanteur compositeur YAZID Khir du village Tizit. 

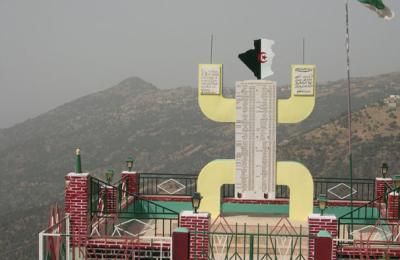
Monument aux martyrs du village Tizit